# Fiumei út
A Fiumei út Budapest VIII. kerületében, a Baross tér és az Orczy tér között húzódik. 

## Története
Egykor a Nagyvárad tértől a Baross tér irányában városárok volt itt, és a városba tartók csak a vámházak érintésével juthattak be Pestre. A 19. század végén az árkot megszüntették, és az Orczy térig tartó szakaszát Köztemető utcának nevezték el. 1923-tól hívták Fiumei útnak. 1957-ben hozzácsatolták az Orczy úthoz, és az így meghosszabbított útvonal neve Mező Imre út lett. A rendszerváltáskor, 1990-ben visszakapta a Fiumei út nevet és eredeti hosszúságát.
Körülbelül az utcahossz középső részén helyezkedik el a Teleki László tér. A Fiumei úton közlekedik a 23-as és a 24-es villamos.

## Megjelenése a kultúrában
- A Fiumei út egy szakasza az Orczy téri villamosmegállóval és a környező épületekkel megjelenik Till Attila Pánik című filmjében (egyértelműen felismerhető módon 11 perc 27 másodperc környékén).[1]